# Театральный проезд (Москва)
Театра́льный прое́зд (1961—1990 — часть проспекта Маркса) — улица в Центральном административном округе города Москвы. Проходит от Театральной площади до Лубянской площади. Нумерация домов ведётся от Театральной площади. Театральный проезд пересекают улицы: слева: Петровка, Неглинная улица, Рождественка; справа: Третьяковский проезд.

## Происхождение названия
Название XIX века, дано в связи с соседством с Большим и Малым театрами, удобным путём проезда к которым была эта улица.

## История
Подъезд к Большому и Малому театрам с Лубянки преграждала река Неглинная. Путь открылся в 1819 году после заключения реки в трубу. Так как в театр не ходили, а ездили, то со временем, где-то к 1830 году, место подъезда к театрам стали называть не улицей, а проездом.
В 1961 году Театральный проезд вместе с Охотным Рядом и Моховой были объединены в одну улицу и переименованы в проспект Маркса в честь Карла Маркса. В 1990 году улице было возвращено историческое название.

## Примечательные здания и сооружения
По нечётной стороне:
- № 1, стр. 1 — Малый театр (1820—1824, архитекторы О. И. Бове, А. Ф. Элькинский; перестройка — 1838—1840, архитектор К. А. Тон; мелкая переделка фасада — 1945, архитектор А. П. Великанов)[1].
- № 3 — Доходные владения Хлудовых.
  - № 3, стр. 1 — Доходный дом наследниц Хлудовых — Административное здание (1894—1896, арх. Л. Н. Кекушев), капитально перестроен по проекту С. Е. Чернышёва (1934)[1], М. М. Посохина (2001). В дореволюционный период в здании размещались ресторан «Ялта», бар Товарищества Трёхгорного пивоваренного завода, Русское общество любителей фотографии, Московское отделение Русского технического общества с «Музеем содействия труду» (с 1905), кинематограф «Экспресс». Здесь жили архитекторы Л. Н. Кекушев, И. А. Иванов-Шиц, И. В. Жолтовский, актриса М. Ф. Андреева. В 1909 году в здании прошла выставка картин, организованная журналом «Золотое руно». В 1917 году здание принадлежало домовладельческому обществу Н. К. фон Мекка. В 1924—1925 годах на третьем этаже здания размещались фонды Московского коммунального музея, во главе которого стояли москвоведы П. В. Сытин и П. Н. Миллер[2]. Позднее здание занимало Центральное бюро профессиональных союзов[3] Сейчас в здании располагается Министерство транспорта России.
  - № 3, стр. 2 — Доходный дом и Центральные бани Хлудовых (1889, архитектор С. С. Эйбушиц, при участии архитекторов М. А. Аладьина и Л. Н. Кекушева, инженера А. Ф. Лолейта)
- № 5, стр. 1 — весь квартал между Рождественкой и Лубянской площадью занимает здание магазина «Детский мир» (1955—1957, архитекторы А. Н. Душкин, Г. Г. Аквилев, Ю. В. Вдовин, М. И. Потрубач)[1]. Во время реконструкции 2008—2015 годов внутреннее архитектурное решение и интерьеры были практически полностью изменены. В настоящее время здание занимает магазин «Центральный детский магазин на Лубянке». Ранее на этом месте находился Лубянский пассаж (1883, архитектор А. Г. Вейденбаум), имевший сквозной проход на Пушечную улицу.

По чётной стороне:
- № 2 — Гостиница «Метрополь»
  - Памятник первопечатнику Ивану Фёдорову (1909, скульптор С. М. Волнухин, архитектор И. П. Машков)
- № 4 — Ранее на этом месте находилась Церковь Троицы Живоначальной в Полях, построенная в 1639 году. Перестроена архитектором Д. Ф. Борисовым в 1832 году. Разрушена в 1934 году. Фундаменты раскрыты и музеефицированы в начале 2000-х годов[4].
 Далее на улицу выходит Третьяковский проезд (архитектор А. С. Каминский).

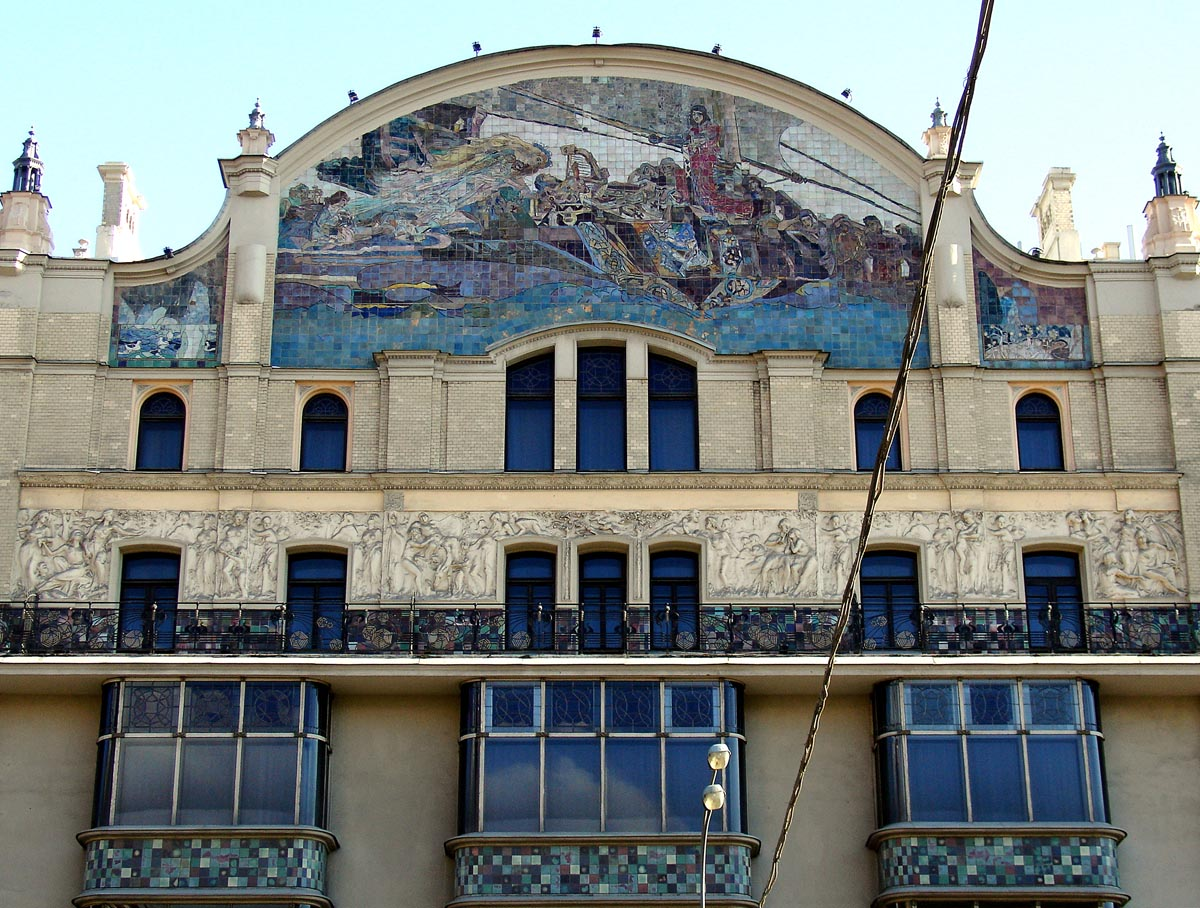
Фасад гостиницы «Метрополь», выходящий на Театральный проезд, украшает майоликовое панно «Принцесса Грёза», выполненное по эскизу Михаила Врубеля
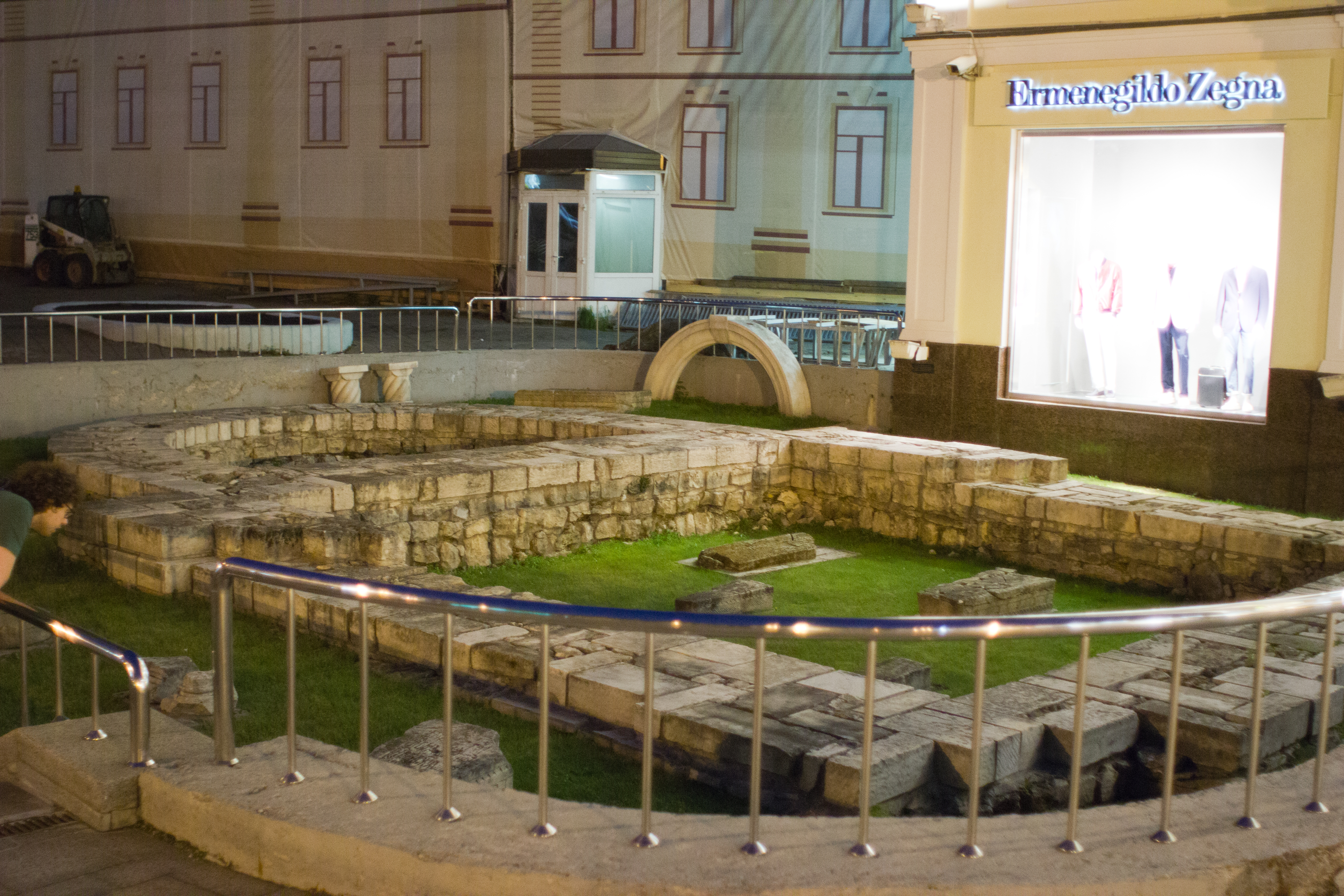
Музеефицированные фундаменты Церкви Троицы Живоначальной, что в Полях
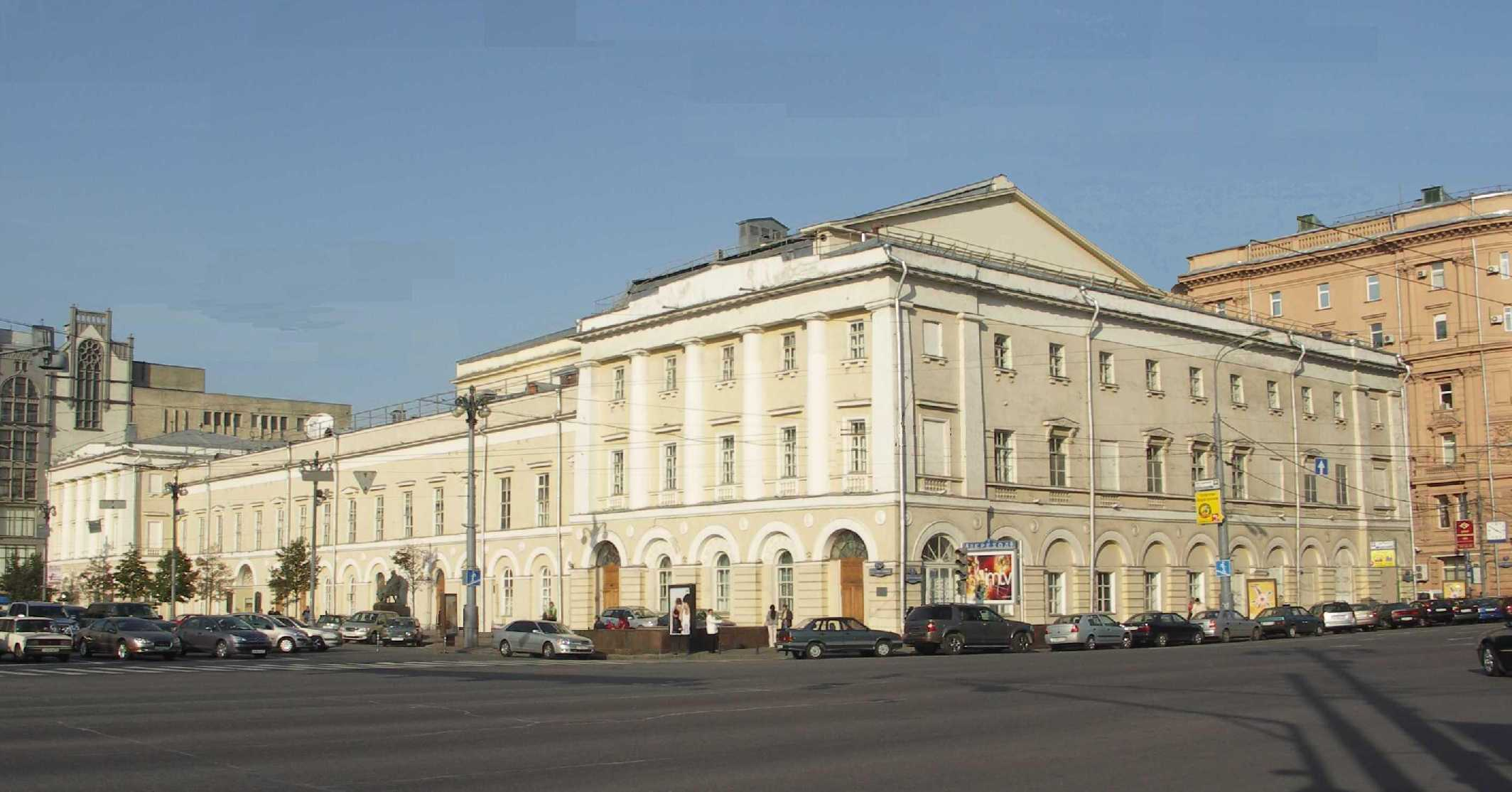
Малый театр
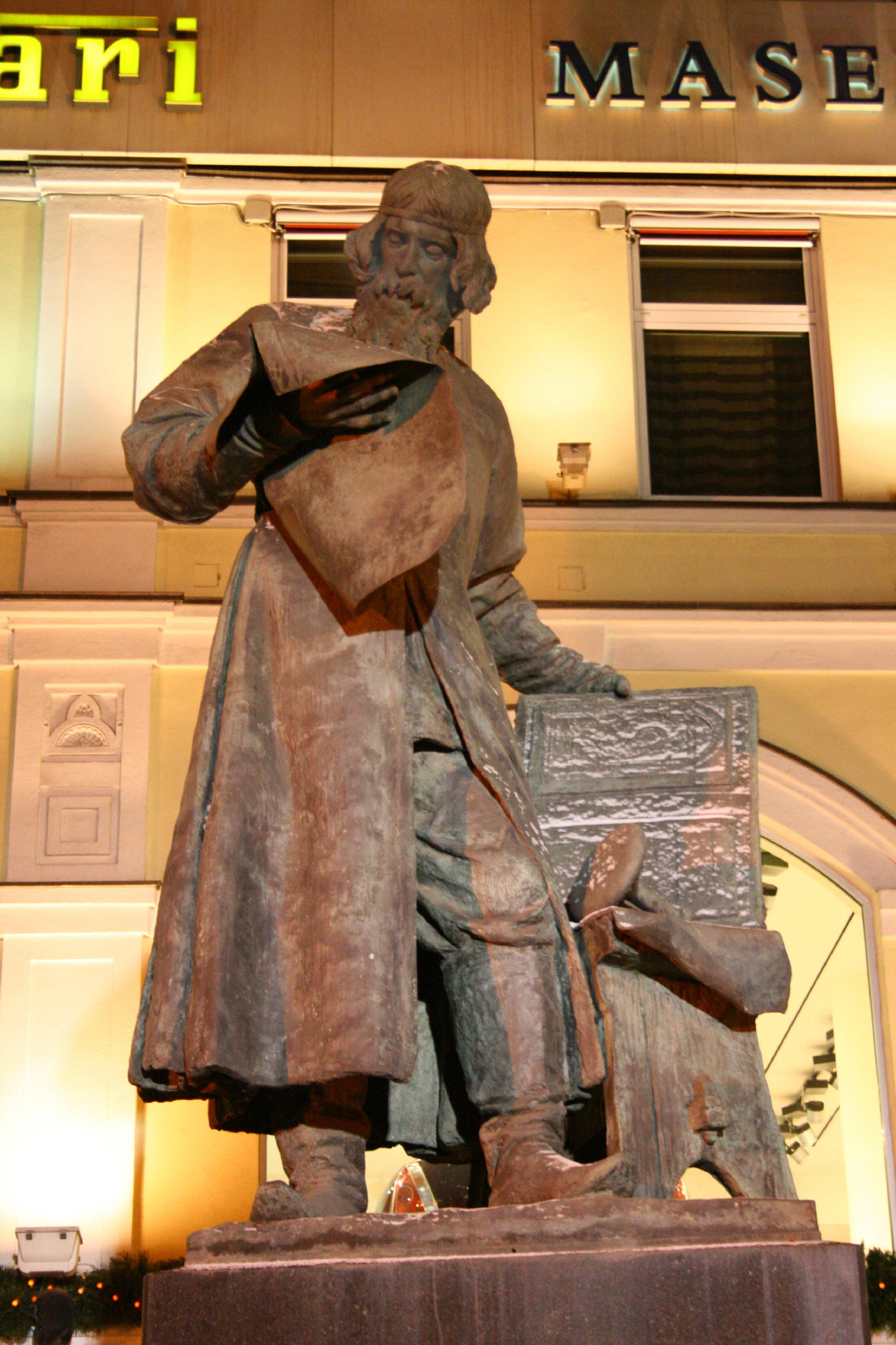
Памятник первопечатнику Ивану Фёдорову (скульптор С. М. Волнухин, архитектор И. П. Машков)

## Общественный транспорт
- Автобусы: м2, м3, м6, м7, м9, м40, е10, е12, н1, н2, н6, н11, н12

## В филателии

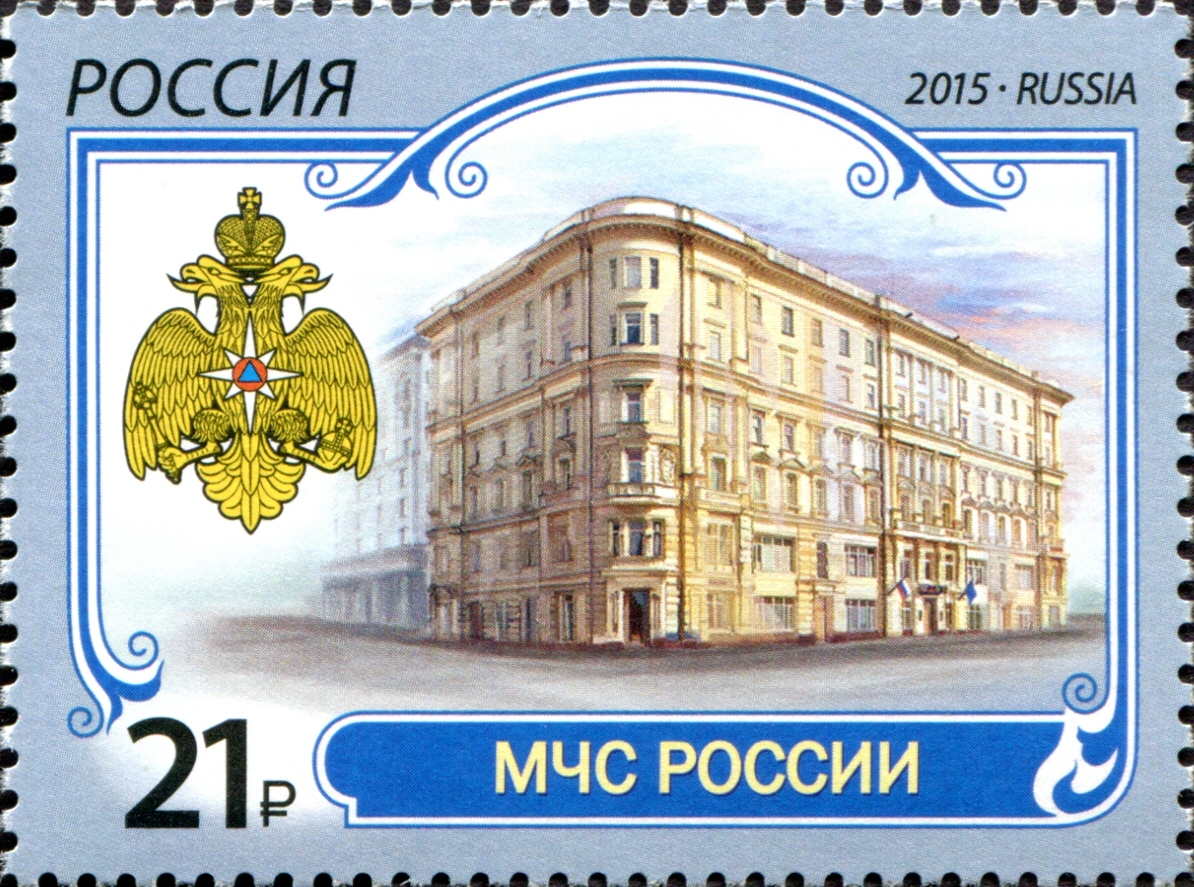
Главное здание МЧС России в Театральном проезде. Марка России, 2015.